# Nœud d'élingue

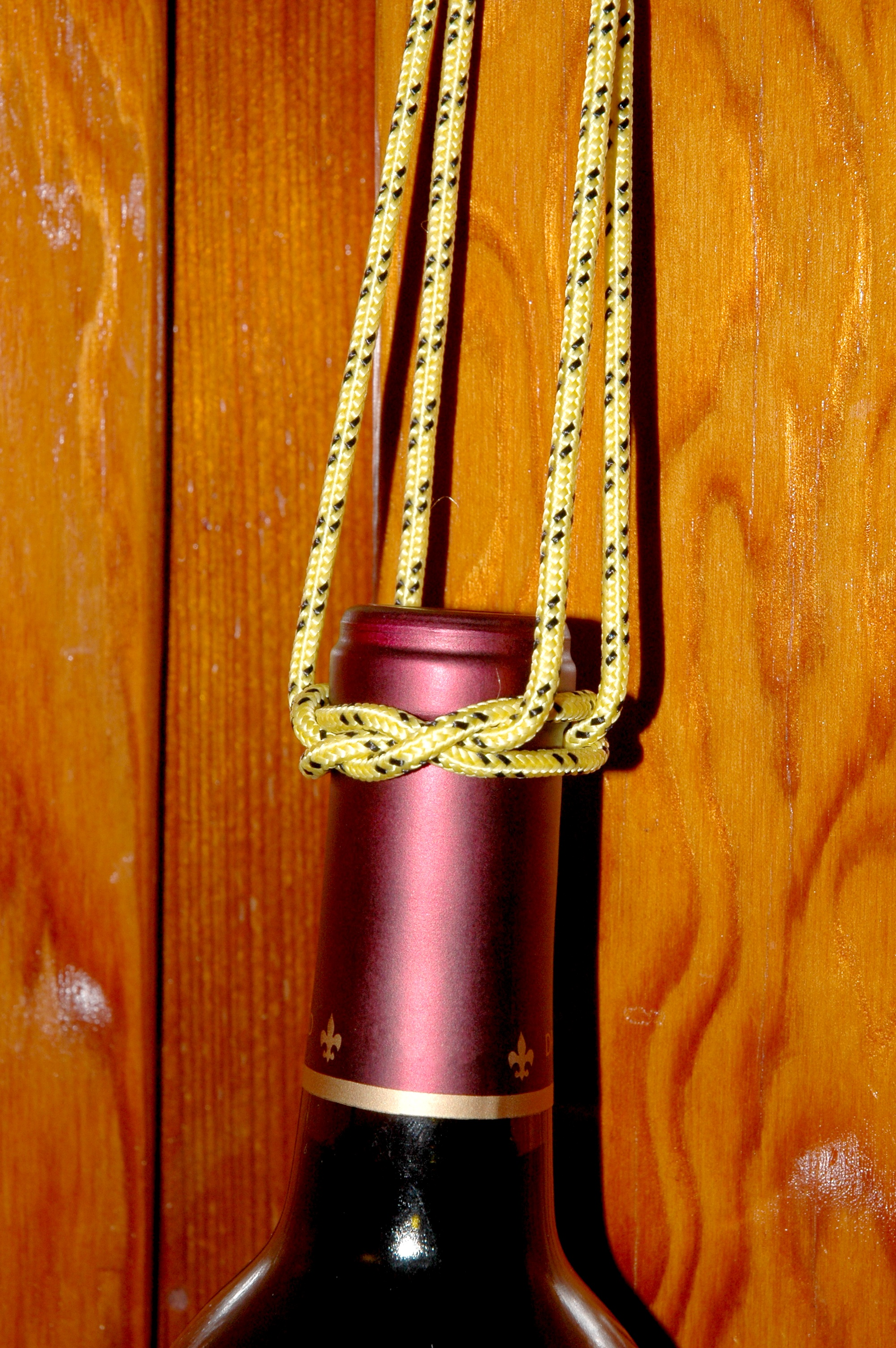
Nœud d'élingue portant une bouteille.

Le nœud d'élingue est un nœud proche du nœud de capelage, utilisé autrefois comme collier de fortune pour les pièces de gréement endommagé (étais et haubans sur un mât). Cet usage, rare, est tombé en désuétude. Ce nœud est utilisé aujourd'hui en marine, pour attacher une bouteille dans un sillage pour la refroidir. 

## Variantes
Il existe des variantes double ou triple de ce nœud qui n'ont pas d'usage et restent des nœuds décoratifs.

## Nouage

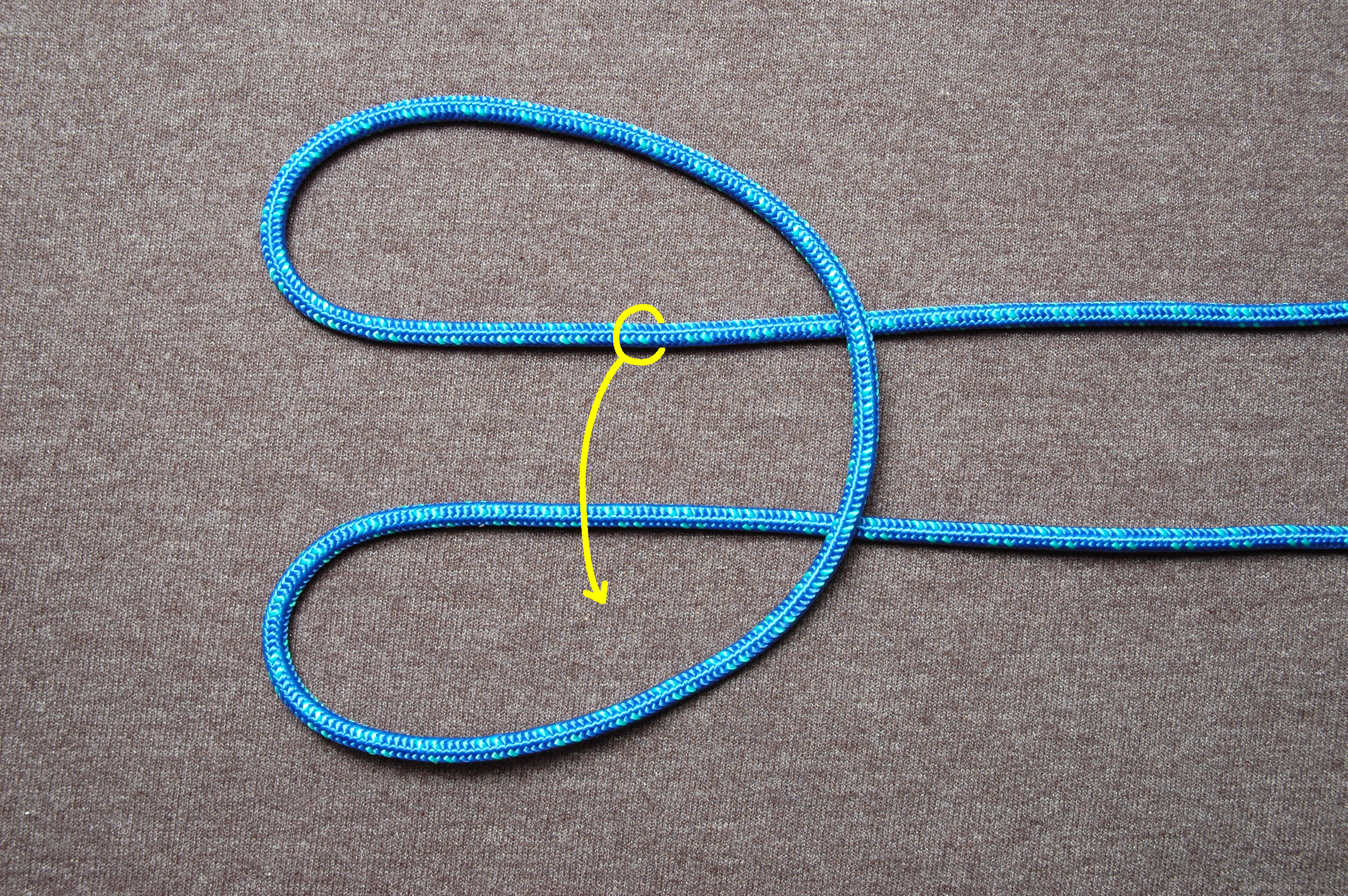
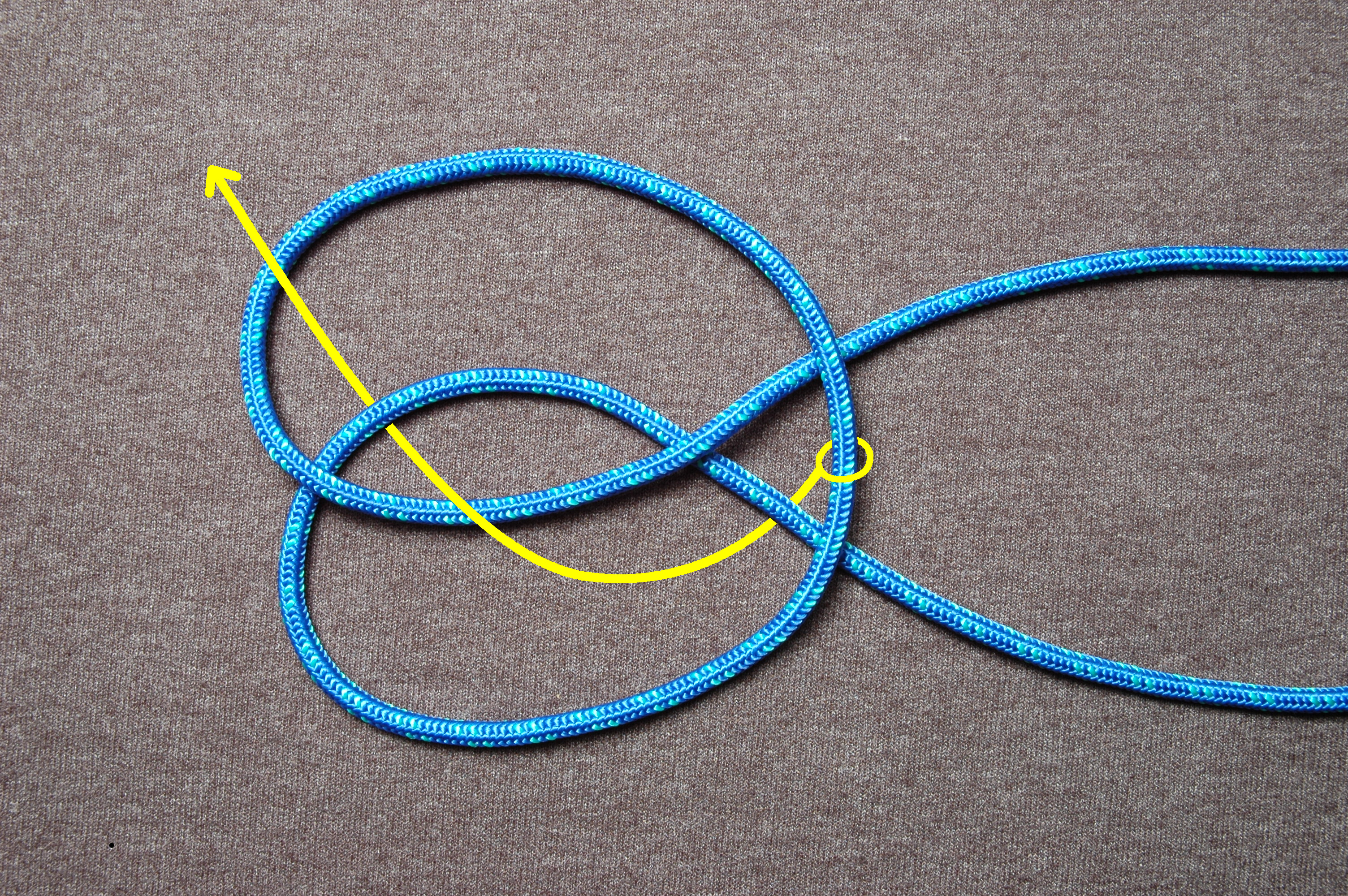
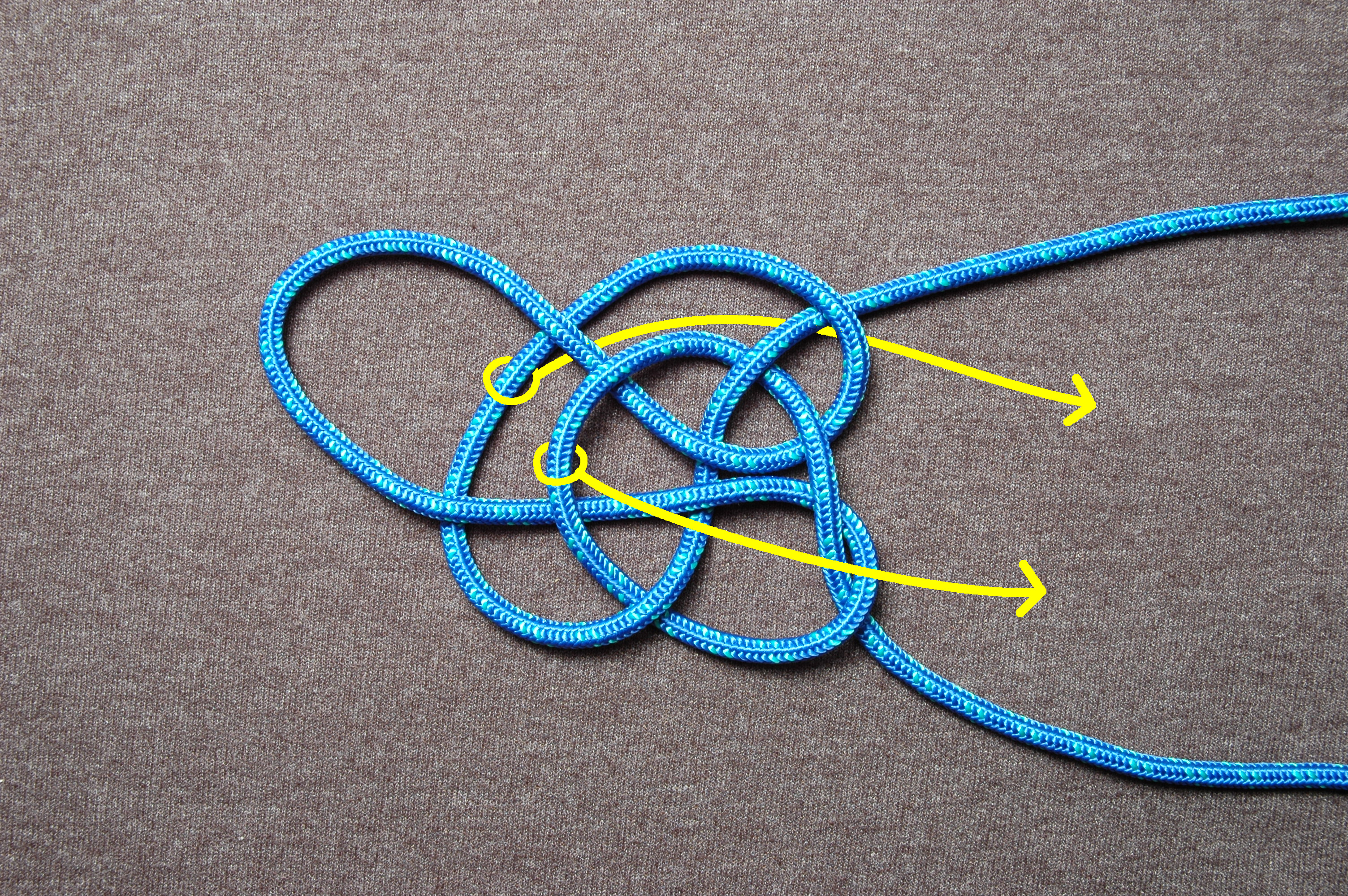
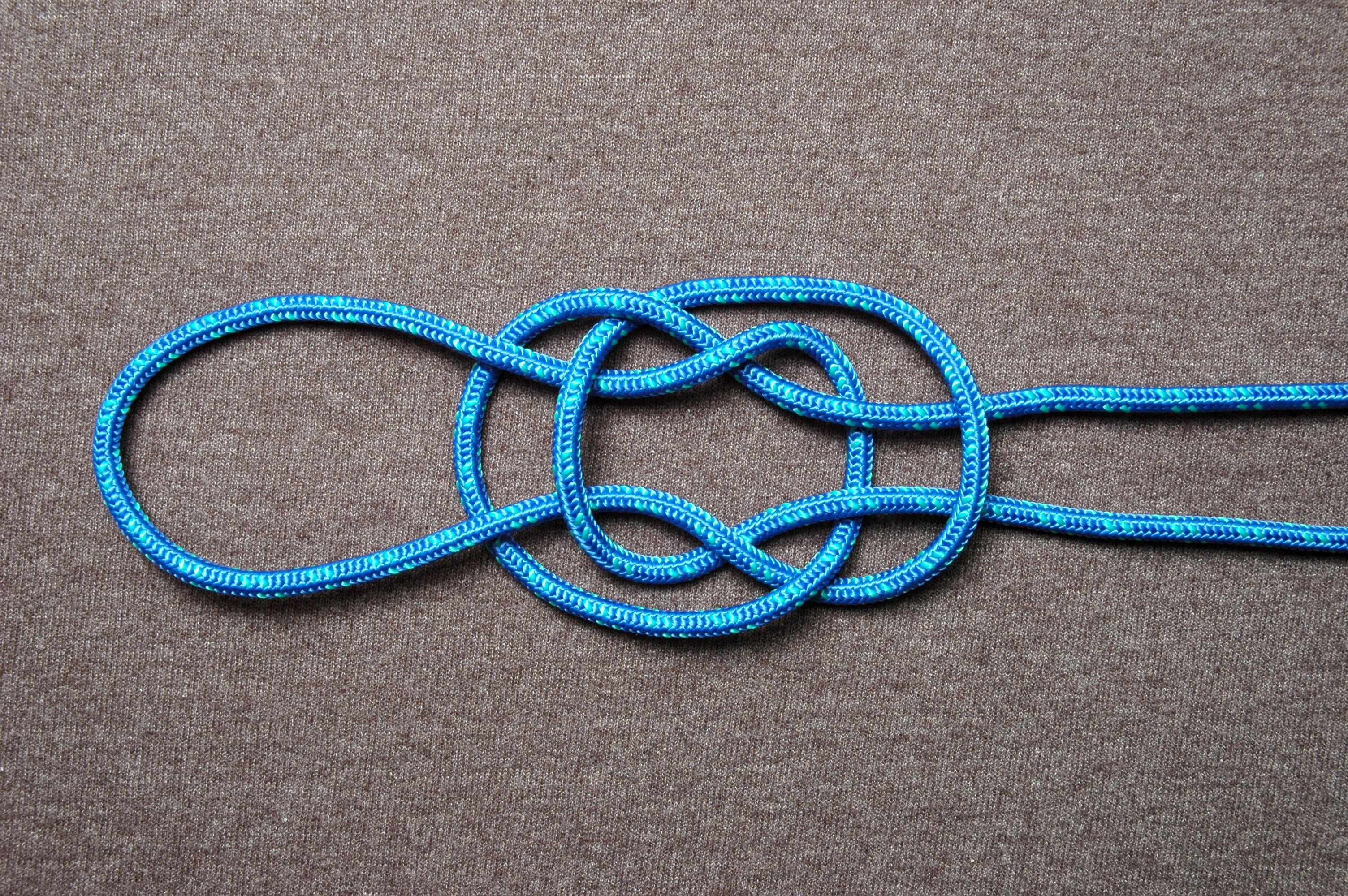

Ce nœud n'est efficace que s'il y a un rebord au col.